# Jota Santiago
José Ascenção da Silva Santiago, conhecido como Jota Santiago (Manaus, 15 de Agosto de 1942) é um locutor e narrador esportivo radicado no Rio de Janeiro, que atua na Super Rádio Tupi, com passagens por BandNews FM Rio e pela extinta Bradesco Esportes FM, sendo conhecido como o Locutor que emociona o torcedor.

## Biografia
Chegou a trabalhar na Rádio Cabugi de Natal e depois vindo para o Rio de Janeiro, onde anteriormente esteve na Rádio Nacional, em meados de 70. Esteve também na Super Rádio Tupi, onde veio por intermédio de Luiz Penido, como segundo narrador e apresentando eventualmente programas da emissora. Em abril de 2012, passou a ser o narrador titular da Tupi, após a saída de Penido para a Rádio Globo. Estreando como titular na final da Taça Rio 2012, entre Vasco vs. Botafogo. Apesar dos rumores sobre possíveis substitutos, a direção da Tupi continuou apostando em Jota, como narrador titular da emissora e mesmo com a mudança, a rádio se manteve líder no futebol. Com a ida do locutor José Carlos Araújo, o Garotinho, para a Tupi, Jota volta a ser segundo narrador da emissora, ele declarou que estava cedendo espaço "para o Pelé do rádio". Foi demitido em julho de 2016, em meio a grave crise que atravessava a emissora carioca, junto com outros funcionários. No final de 2016, assim como Eugênio Leal, Jota voltou a atuar no rádio carioca, reforçando a equipe de narradores da extinta Bradesco Esportes FM. Em 25 de junho de 2017, é anunciado o seu retorno à Super Rádio Tupi. Em Janeiro de 2020, Jota deixa a Tupi se transferindo para a BandNews FM Rio, de onde saiu em julho do mesmo ano, devido ao encerramento da equipe esportiva da emissora. Em 17 de fevereiro de 2022, ele anunciou seu retorno a Super Rádio Tupi.

## Frases
- "E-mo-cio-nando! Emocionando o torcedor brasileiro pela Super Rádio Tupi"
- "E atenção galera" e após as vinhetas "Bola rolando é o que interessa"
- "Amigos do Rio e de todo o Brasil, bom dia/boa tarde/boa noite" (dita conforme o horário do jogo)
- "Marcou"/"Emocionou" (ditas quando um time marca um gol sendo a segunda após um pênalti)
- "Isso sim que é o Mengão/Vascão/Fogão/Fluzão/Brasil"
- "Tem pena não (Mengão/Vascão/Fogão/Fluzão/Brasil), tem pena não"
- "Ensaca, ensaca, ensaca (Mengão/Vascão/Fogão/Fluzão/Brasil)"
- "Chora (diz o adversário), chora no colo do (Mengão/Vascão/Fogão/Fluzão/Brasil)"
- "É por isso que eu digo, esse (Mengão/Vascão/Fogão/Fluzão/Brasil) me emociona"
- "É hora de você conferir o sinalzão que emociona a galera no Rio de Janeiro/local da partida..."
- "Aumente o volume do seu rádio torcedor, é hora do placar e do tempo"
- "E no placar da Tupi tá tudo igual/tá sabendo? (vinheta com a equipe que vence) vai vencendo"
- "(Time x), 1,2 x (Time y), zeeero, 1!"
- "Aqui na Tupi o futebol tem muito mais emoção"
- "Santa Maria, que falta de pontaria"
- "Mandou mal! Lá no fundo do quintal."
- "E-mo-cio-nando! Trago comigo a emoção do futebol" (após a vinheta com seu nome)